# 自撮りガール!
『自撮りガール!』（じどりガール!）は、久遠まことによる日本の漫画作品。『月刊!スピリッツ』（小学館）にて2014年2月号から2016年2月号まで連載。単行本は全3巻。
俗に言う「自撮り」を題材にした撮影漫画。高校卒業まで真面目な優等生だった少女が、大学入学を前後してストレス発散をするかのように自分の下着姿や裸をスマホで撮影してネット上のコミュニケーションサイトにアップロードする、いわゆる「ネット露出」をして快感を得るというスリルを味わう日常を描いていく物語。
単行本1巻発売時の宣伝帯にて、グラビアアイドルなどで活躍している倉持由香が絶賛コメントを寄せている。

## あらすじ
主人公・音無凛は、高校卒業まで運動も勉強も出来る優等生だったが、大学入学を前後して自撮りにはまり、表向きには真面目で清楚な優等生を演じ、裏では自分の下着姿や裸を撮影して顔隠しや修正をいれた上でコミュニケーションサイトにて投稿し、複数のフォローアワーを得て快感を得ると同時にスリルを味わう日々を送っていく。

## 登場人物
音無凛（おとなし りん）/ RINNE（リンネ）
本作の主人公。18歳。葵大学1年生・サークル映像研究部部員。身長147センチ。12月26日生まれ。黒髪をツーサイドアップにした小柄な女子大生。その名の通り、見た目は「大人しく凛」としており、高校卒業まで運動も勉強も出来る優等生だったが、その反動で大学入学を前後して「自撮り」にハマり、自身の下着姿や全裸の写真に修正を加えた上でコミュニケーションサイトに「RINNE」のHNを用いてアップロードしてストレスを発散するかのごとくスリルと快感を味わう日常を送っている（その代償として、アップロードしたセクシー写真を閲覧したユーザーのいわゆる「おかず」にされてしまっているが、後述する「目立ち過ぎ」を予防する対策を取っているため、ストーカーなどの被害には合っていない）。これは、自身の小柄で貧乳（スレンダー）な体型にコンプレックスを抱いていることからきており、自分の身体に自信がないゆえに「誰かに認めてもらいたい」という思いや、投稿した写真が支持されることが、自撮りにハマる動機となっている。
自身の素性が知られないように2台のスマホを持っており、普段はアイフォンを使用、「RINNE」として活動するときは黒のスマホを使用しており、フォローアワーが一万人を超えたら、「目立ち過ぎると破滅に繋がる」という考えから、リセットする意味で削除して新アカウントを作ることを繰り返している。後に茜に誘われ映像研究部に入部する。一人暮らしをしており、全裸でいることがしばしばある。
宮崎茜（みやざき あかね）
葵大学1年生・サークル映像研究部部員。凛の親友で、ショートヘアの女子大生。しばしば凛の寝顔を撮ることが多い。
美坂悠（みさか ゆう）
葵大学1年生・サークル映像研究部部員。
神宮寺猛（じんぐうじ たける）
葵大学2年生・サークル映像研究部副部長。眼鏡をかけた長髪の男。一人称は「ワガハイ」で、「～でアリマス」が口癖。動画撮影に対する熱意は本物であり、凛を主演にした新入部員勧誘CMを公開した後、「凛が可愛い」という在り来りの理由で入部希望した生徒を自身の一存で全員断っている。
新垣俊哉（あらがき としや）
葵大学3年生・サークル映像研究部部長。オールバック。

## 書誌情報
- 久遠まこと『自撮りガール！』 小学館〈ビッグコミックス〉、全3巻
  1. 2014年11月4日初版発行、2014年10月30日発売 ISBN 978-4-09-186528-1[4]
  2. 2015年7月15日初版発行、2015年7月10日発売 ISBN 978-4-09-187079-7
  3. 2016年2月17日初版発行、2016年2月12日発売 ISBN 978-4-09-187458-0